# 吉野貞雄
吉野 貞雄（よしの さだお、1944年6月19日 - ）は、日本の経営者。平和不動産社長を務めた。東京都出身。

## 経歴
1967年に明治大学商学部を卒業し、同年に東京証券取引所に入所。1999年に常務理事に就任し、2001年11月に常務、2002年6月に専務、2007年6月に平和不動産専務を経て、2010年6月には社長に就任。2013年6月には取締役相談役に退いた。